# Смоленицкий замок
Смоленицкий замок (словац. Smolenický zámok) — замок на восточных склонах Малых Карпат, в деревне Смоленице (неподалёку от Трнавы) в западной Словакии, пример архитектуры эпохи позднего романтизма.

## История
Первое письменное упоминание об укреплении в этом месте относится к 1263 году. Замок возник в XIV веке как сторожевая крепость у горного перевала Яблоница-Трстин на высоком холме, возвышающемся над деревней Смоленице на границе Трнавской равнины и гористой части у юго-восточных склонов Малых Карпат в 60 км северо-восточнее Братиславы, на высоте около 300 м над уровнем моря прямо под наивысшей горой Малых Карпат Зарубы (768 м).  Изначальный замок строился исключительно в военных целях. В 1583 году замок был перестроен в ренессансной стилистике. В 1762 году он сгорел, но позднее был частично отстроен заново и использовался как тюрьма. В 1777 году замок перешёл во владение богатого аристократического рода Пальфи, при котором в Смоленице была возведена новая часовня в стиле барокко. Замок сильно пострадал во время наполеоновских войн, сгорел его донжон и башни. Последний пожар окончательно превратил замок в развалины. 

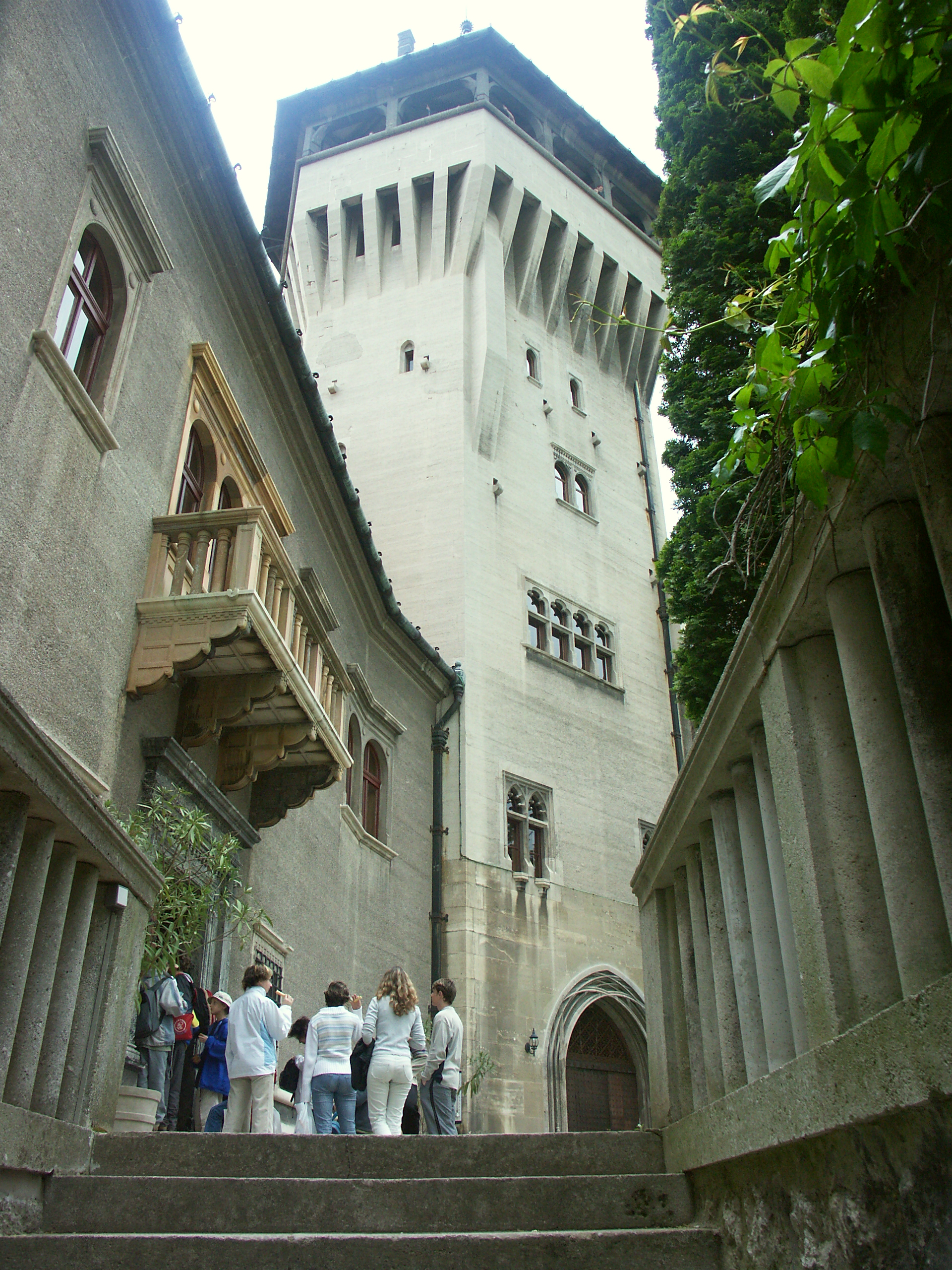
Смоленицкий замок

В конце XIX века граф Йозеф Пальфи задумал реставрировать руины замка в романтическом стиле. Первые работы по реконструкции сооружения начались уже в 1887 году.. Строительство замка продолжалось вплоть до 1937 года, а отделка не была полностью завершена вплоть до начала Второй мировой войны.

## Архитектура
Смоленицкий замок можно считать одним из ярких примеров архитектуры эпохи позднего романтизма, сочетающей элементы исторического наследия с фантастическими мотивами. 
Бастионы оставшиеся от старинного замка при перестрой XIX века были сохранены, однако их  высота была увеличена за счёт надстройки стен и создания новой кровли. Граф привлёк к реконструкции архитектора Йозефа Хуберта, который уже работал для семейства Пальфи при капитальной перестройке Бойницкого замка. Представители рода Пальфи лично участвовали в процессе строительства на всех его этапах. Такой подход связан «аристократической линией» «замкостроительства», заложенной в XIX веке замком Хоэншвангау с декоративными оборонительными башнями и зубчатыми стенами. Как и в случае с Бойницким замком, внешний вид новой постройки больше напоминал замки центральной Франции, однако в Смоленицком долгострое архитектура становится куда более сухой и лаконичной, что сближает замок с модным в XX веке стилем ар-деко.

## Современность
С 1945 года имущество аристократических родов было объявлено государственной собственностью. Пальфи лишились своих владений, коллекции картин, мебели и архива находившися в замке. В нём сохранились частично завершённые при Пальфи интерьеры. В 1953 году Смоленицкий замок был передан Словацкой академии наук, которая выбрала его в качестве своей летней резиденции. Теперь замок стал местом встречи учёных со всего мира: в нём действует центр конгрессов академии, проходят многочисленные конференции и семинары.